# Вальдор, Мелани
Мелани Вальдор, (Mélanie Villenave), (Нант, 29 июня 1796 — Париж, 14 октября 1871) — французская писательница, поэтесса и драматург, любовница Александра Дюма (отца), хозяйка литературного салона на улице Rue de Vaugirard.

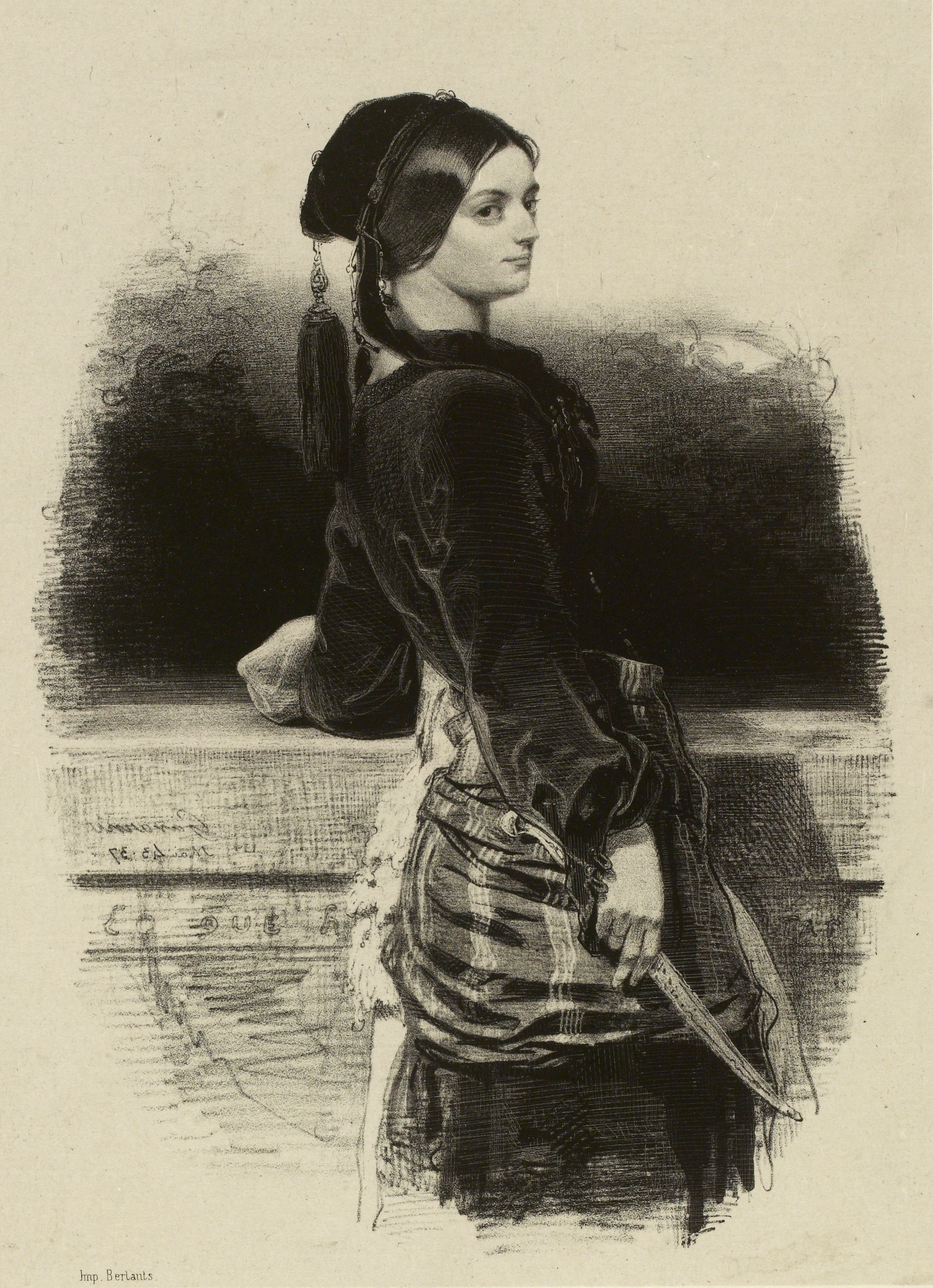
Мелани Вальдор на литографии Поля Гаварни, в образе Гюльнаре — главной героини балета «Корсар»

## Происхождение
Мелани Вильнав родилась в Нанте 29 июня 1796 или 11 мессидора 4 года по принятому в то время революционному календарю. Её детство прошло в поэтичном семейном поместье в Вандее, одновременно являющемся мощным оплотом контрреволюции.
Мелани Вальдор была дочерью адвоката, учёного и литератора Матье-Гийома Вильнава и его жены Мари-Анн.
Младший брат Мелани, Теодор Вильнав, занимался литературной деятельностью и опубликовал ряд стихотворений.
Её отец, уроженец юго-запада Франции, обосновался в Париже. Он был учителем сына герцога д’Омона, а увлечение литературой привело его в салон мадам де Сталь. Вильнав принимал активное участие в революционных событиях. Он являлся президентом клуба «la Halle» в Нанте и заместителем государственного обвинителя.
За свою карьеру он был главным редактор «Котидьен», директором «Журналь де Кюре» и основателем «Мемориаль Релижье». Этот образованнейший человек, профессор истории литературы, журналист, переводчик Вергилия и Овидия, был человеком очень ревностным и подозрительным. Порой в слежке за Мелани доходил даже до того, что перехватывал её письма.
Мать Мелани родилась в Лондоне. Она была дочерью французского музыканта Жозефа Тассе, родом из Ле-Мана.
В своё время Жозеф — превосходный музыкант, как любой другой тщеславный молодой человек покорял Париж, а затем к возрасту двадцати лет перебрался в Лондоне. В Англии он сделал блестящую карьеру и претендовал на признание первой флейтой Европы.
В 1803 году семья Мелани поселяется в Париже, на улице Сен-Виктор, где её отец содержал литературный салон, который позднее перешёл по наследству к его дочери. Библиотека Вильнавов была одной из лучших в Париже, она занимала пять комнат на втором этаже старинного особняка. Отец привил Мелани художественные вкусы, любовь к литературе, мать — увлеченность музыкой и знание иностранных языков, в том числе английского, которым владела в совершенстве.
Мелани, как многие воспитанные девушки того времени, в молодости изучает акварель. С ней занимается Жан-Пьера Тено — ученик архитектора Жана Тибо, который, вероятно, испытывал к ней чувства.
В эпоху реставрации Мелани знакомится с офицером — командиром эскадрона Франсуа-Жозефом Вальдором (фр. François-Joseph Waldor), имеющим безукоризненную репутацию, обладающим крепким здоровьем и великолепной внешностью. Бельгиец по происхождению, родившийся в Намюр 30 марта 1789, он получил французское гражданство 12 марта 1817. 22 марта 1822, она сочетается с ним браком в Нанте.
У них рождается девочка, которая станет единственным ребёнком в семье.
Франсуа-Жозеф Вальдор по своим служебным обязанностям должен переехать в гарнизон Монтобан. Однако у Мелани нет желания перебираться в далекую провинцию и она не следует за мужем, оставаясь в Париже, и становится хозяйкой парижского литературного салона отца на улице улице Вожирар.

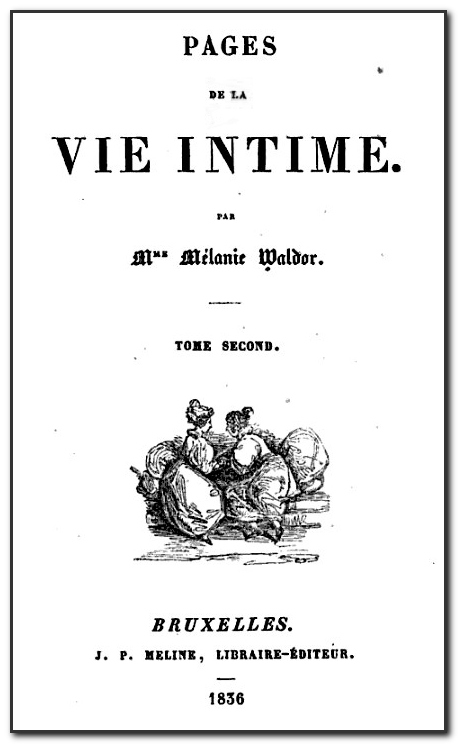
Мелани Вальдор. «Страницы личной жизни», 1836

## Дюма
Романтические отношения между Мелани Вальдор и Александром Дюма начались после того, как тот подарил её отцу письма Наполеона и маршалов империи, адресованные своему предку — генералу Тома-Александру Дюма. В качестве благодарности он получил приглашение устроить чтение Генриха III и его двора в салоне-музее. 3 июня 1827 года он и познакомился с Мелани. 30-летняя замужняя поэтесса до того с безупречной репутацией была покорена
за сто с небольшим дней. Известна даже дата, когда свершилось это: 23 сентября 1827 года; несколькими днями раньше Дюма объяснился в любви.
Постановка Генриха III принесла ему приличную сумму, он снял квартирку для себя в доме №25 по Университетской улице. Там на подоконниках цвела герань, которая стала для Александра и Мелани символом их любви.
Здесь царила Мелани, здесь собирался узкий кружок верных друзей: Адольф де Лёвен, Дельфина де Жирарден, здесь бывали Бальзак, Гюго, Виньи. Здесь Дюма прочел новый вариант Христины.
Беспорядки 1830 года заставляют Мелани укрыться в семейном поместье в Вандее в нескольких километрах от Монфокон-Монтинье.
В то же самое время Дюма не прекращал свои любовные похождения. Она знала об этом, но молчала. Несмотря на всё желание стать матерью ребёнка Дюма ей сделать этого так и не удалось. Случился выкидыш. Но когда одна из его любовниц, Белль Крельсамер, поселилась недалеко от его дома, так что Дюма с удовольствием проводил там свои вечера, это переполнило чашу её терпения. Вторым ударом для Мелани стало рождение дочери от этой же любовницы. Ребёнка Дюма признал официально. Мелани Вальдор не могла вынести этого, последовал разрыв. Мелани угрожала покончить жизнь самоубийством, писала своему любовнику умоляющие письма, однако они остались без ответа.
Согласно завещанию Мелани Вальдор, которое появилось вскоре после этого события, она просила высечь на её надгробье из белого мраморе по углам плиты — четыре даты:
- 12 сентября 1827 года (день объяснения в любви),
- 23 сентября 1827 года (день моего падения),
- 18 сентября 1830 года (день отъезда Дюма),
- 22 ноября 1830 года (день предполагаемого самоубийства Мелани).

Писатель обессмертил её имя в своей самой прославленной драме Антони, премьера которой состоялась 3 мая 1831 года. Он пригласил Мелани на премьеру. Герой драмы Антони в финале убивает замужнюю Адель, которую любит. Мужу жертвы он бросает самую знаменитую фразу французского театра XIX века: «Она не уступала мне, я убил её!»
Дюма признавался, что перенес на сцену свой бурный роман с Мелани. «Антони — это любовная сцена ревности и ярости в пяти актах. Антони — это я, но без убийства. Адель — это она…» — писал он.

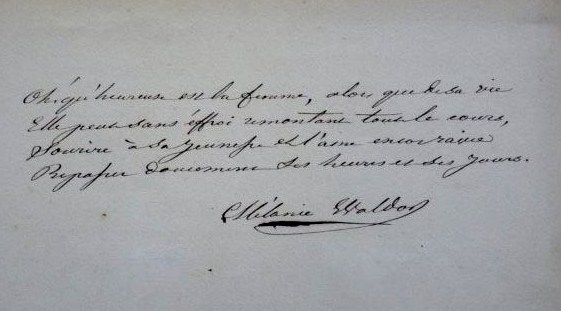
Рукопись стихотворения Мелани Вальдор

## Прозаик, поэтесса
Мелани Вальдор пришлось смириться. Переживая разрыв с Дюма, она, тем не менее, не перестала заниматься литературой. Она писала стихи и романы, в 1841 году была поставлена её пьеса Школа девушек, где в одном из героев легко угадывается Дюма. Она была принята в салоне Виктора Гюго, переписывалась с Готье, Сент-Бёвом и Флобером. Да и сам Дюма оказался незаменимым украшением её собственного салона на улице Вожирар. Она писала Дюма: «Вы придете, не правда ли? Будет Виктор Гюго. Поболтаем о том о сем. Вы доставите мне такую радость…»
Другим важным событием в личной жизни Мелани стала её встреча с графом Бенсо ди Кавур, Камилло, произошедшая в 1835 году во время его поездки по Франции.
Они познакомились в салоне герцогини Abrantes, во время представления её сборника стихов Поэзия Сердца. Возникла короткая и столь[насколько?] удивительная[чем?] связь. Невозможно утверждать, что партнёры были любовниками, но сохранились восхитительные любовные письма, написанные Мелани и предназначенные графу.
По своим политическим взглядам Мелани Вальдор являлась ярой бонапартисткой и
восторженно приветствовала государственный переворот Наполеона III, произошедший 2 декабря 1851 года.
Её хвалебные работы в адрес нового режима под псевдонимом Синий чулок, частенько появляющиеся в то время в газетах, не остались незамеченными императором, в результате чего он назначил ей пенсию 6000 франков.
Мелани Вальдор ненамного пережила Дюма. Она умерла в нищете весной 1871 года. После смерти автора Антони она писала Дюма-сыну: «Я никогда не забуду твоего отца. Если существовал мужчина, который был неизменно добр и великодушен, то это, конечно, твой отец».

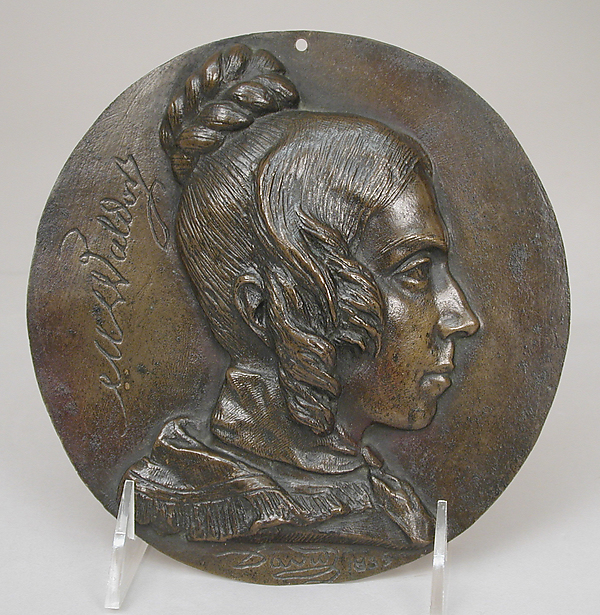
Пьер Жан Давид д’Анже. Медаль с изображением Мелани Вальдор

## Интересные факты
- Дед Мелани Вальдор по материнской линии — изобретатель специальной флейты с дополнительными ключами.[значимость факта?]
- Её преподаватель акварели Жан-Пьера Тено посвятил ей свой труд «О правилах раскрашивания акварелью и картины в акварели, примененных к пейзажу»[8].
- отец Мелани Вальдор сумел собрать в своем маленьком старинном особняке бесценную коллекцию книг, рукописей, гравюр и особенно автографов. Он первым во Франции стал собирать автографы известных личностей и всячески пропагандировал своё увлечение. В последние годы жизни Мелани Вальдор, испытывала острую нехватку денег. Уже после её смерти коллекция отца была распродана на аукционе. В конце апреля 1873 года состоялись торги, на которых были представлены, древние и современных картины разных школ, китайский и японский фарфор, керамика, бронза, мебель Людовика XIV, Людовика XV и Людовика XVI, изделия из резного дерева, предметы женского гардероба, старые миниатюры, изделия из серебра, ювелирные изделия, прекрасная коллекция гравюр, собранных её отцом — около 6000 выгравированных портретов ученых, поэтов, маршалов, римских пап, королей, императоров и т. д.[9]
- Moreau-Robert в 1865 году вывел новый сорт розы, названный Мелани Вальдор[10]

## Основные работы
Романы
- L'Écuyer Dauberon, ou l’Oratoire de Bonsecours, 1832
- Le Livre des jeunes filles, 1834
- Heures de récréation, 1835 Texte en ligne
- Pages de la vie intime, 2 vol., 1836
- L’Abbaye des Fontenelles, 2 vol., 1839
- Alphonse et Juliette, 2 vol., 1839 Lire en ligne sur Gallica
- La Coupe de corail, 2 vol., 1842 Texte en ligne 1 2
- André le Vendéen, 2 vol., 1843 tome 1 tome 2
- Le Château de Ramsberg, 2 vol., 1844
- Charles Mandel, 2 vol., 1846 Texte en ligne 1 2
- Les Moulins en deuil, épisode de la guerre de la Vendée, 1793, 1852 Texte en ligne
- Jeannette, 1861 Texte en ligne
- Nelly, ou la Piété filiale, 1882

Театр
- L'École des jeunes filles, drame en 5 actes, Paris, Renaissance, 29 avril 1841
- La Tirelire de Jeannette, comédie-vaudeville en 1 acte, Paris, Ambigu-Comique, 16 avril 1859
- La Mère Grippetout, vaudeville en 1 acte, Paris, Ambigu-Comique, 21 avril 1861
- Le Retour du soldat, saynète patriotique en 1 acte, Paris, Ambigu-Comique, 15 août 1863

Поэмы
- Poésies du cœur, 1835
- Cantate dédiée à S.M. l’impératrice Eugénie, 1853

Переписка
- Lettres inédites de Mélanie Waldor, précédées d’une notice biographique, 1905